# Mistrovství světa v judu 1979 – muži – pololehká váha (-65kg)
Zápasy v judu na X. mistrovství světa v kategorii pololehkých vah mužů proběhly v Paříži, 8. prosinec 1979.

## Finále
| Finále             |                    |
| ------------------ | ------------------ |
| Nikolaj Soloduchin | Nikolaj Soloduchin |
| Yves Delvingt      | Nikolaj Soloduchin |

## Opravy / O bronz
Do oprav se dostali judisté, kteří během turnaje prohráli svůj zápas s jedním ze dvou finalistů.
| opravy    | opravy           | opravy           | o bronz            |                  |
| --------- | ---------------- | ---------------- | ------------------ | ---------------- |
| volný los | Eduardo Cruz     | Csaba Radnai     | Janusz Pawłowski   | Janusz Pawłowski |
| volný los | Eduardo Cruz     | Csaba Radnai     | Janusz Pawłowski   | Janusz Pawłowski |
|           | Csaba Radnai     | Csaba Radnai     | Janusz Pawłowski   | Janusz Pawłowski |
|           |                  | Janusz Pawłowski | Janusz Pawłowski   | Janusz Pawłowski |
|           |                  |                  | Constantin Niculae | Janusz Pawłowski |
| volný los | Wolfgang Biedron | Wolfgang Biedron | Raymond Neenan     | Kjosuke Sahara   |
| volný los | Wolfgang Biedron | Wolfgang Biedron | Raymond Neenan     | Kjosuke Sahara   |
|           | Omar Abdala      | Wolfgang Biedron | Raymond Neenan     | Kjosuke Sahara   |
|           |                  | Raymond Neenan   | Raymond Neenan     | Kjosuke Sahara   |
|           |                  |                  | Kjosuke Sahara     | Kjosuke Sahara   |

## Pavouk
|   | 1/64                 | 1/32               | 1/16               | čtvrtfinále        | semifinále         | finále             |
| - | -------------------- | ------------------ | ------------------ | ------------------ | ------------------ | ------------------ |
| A | Gerardo Padilla      | Michael Young      | Michael Young      | Brad Farrow        | Constantin Niculae | Nikolaj Soloduchin |
| A | Michael Young        | Michael Young      | Michael Young      | Brad Farrow        | Constantin Niculae | Nikolaj Soloduchin |
| A | volný los            | Djibril Sambou     | Michael Young      | Brad Farrow        | Constantin Niculae | Nikolaj Soloduchin |
| A | volný los            | Djibril Sambou     | Michael Young      | Brad Farrow        | Constantin Niculae | Nikolaj Soloduchin |
| A | volný los            | Torsten Reißmann   | Brad Farrow        | Brad Farrow        | Constantin Niculae | Nikolaj Soloduchin |
| A | volný los            | Torsten Reißmann   | Brad Farrow        | Brad Farrow        | Constantin Niculae | Nikolaj Soloduchin |
| A | volný los            | Brad Farrow        | Brad Farrow        | Brad Farrow        | Constantin Niculae | Nikolaj Soloduchin |
| A | volný los            | Brad Farrow        | Brad Farrow        | Brad Farrow        | Constantin Niculae | Nikolaj Soloduchin |
| A | Egypt                | Constantin Niculae | Constantin Niculae | Constantin Niculae | Constantin Niculae | Nikolaj Soloduchin |
| A | Constantin Niculae   | Constantin Niculae | Constantin Niculae | Constantin Niculae | Constantin Niculae | Nikolaj Soloduchin |
| A | volný los            | Davor Vukorepa     | Constantin Niculae | Constantin Niculae | Constantin Niculae | Nikolaj Soloduchin |
| A | volný los            | Davor Vukorepa     | Constantin Niculae | Constantin Niculae | Constantin Niculae | Nikolaj Soloduchin |
| A | volný los            | Seppo Hiltunen     | Jimmy Martin       | Constantin Niculae | Constantin Niculae | Nikolaj Soloduchin |
| A | volný los            | Seppo Hiltunen     | Jimmy Martin       | Constantin Niculae | Constantin Niculae | Nikolaj Soloduchin |
| A | volný los            | Jimmy Martin       | Jimmy Martin       | Constantin Niculae | Constantin Niculae | Nikolaj Soloduchin |
| A | volný los            | Jimmy Martin       | Jimmy Martin       | Constantin Niculae | Constantin Niculae | Nikolaj Soloduchin |
| B | Portugalsko          | Piero Amstutz      | Janusz Pawłowski   | Janusz Pawłowski   | Nikolaj Soloduchin | Nikolaj Soloduchin |
| B | Piero Amstutz        | Piero Amstutz      | Janusz Pawłowski   | Janusz Pawłowski   | Nikolaj Soloduchin | Nikolaj Soloduchin |
| B | volný los            | Janusz Pawłowski   | Janusz Pawłowski   | Janusz Pawłowski   | Nikolaj Soloduchin | Nikolaj Soloduchin |
| B | volný los            | Janusz Pawłowski   | Janusz Pawłowski   | Janusz Pawłowski   | Nikolaj Soloduchin | Nikolaj Soloduchin |
| B | volný los            | Hosain             | Jun Ik-sun         | Janusz Pawłowski   | Nikolaj Soloduchin | Nikolaj Soloduchin |
| B | volný los            | Hosain             | Jun Ik-sun         | Janusz Pawłowski   | Nikolaj Soloduchin | Nikolaj Soloduchin |
| B | volný los            | Jun Ik-sun         | Jun Ik-sun         | Janusz Pawłowski   | Nikolaj Soloduchin | Nikolaj Soloduchin |
| B | volný los            | Jun Ik-sun         | Jun Ik-sun         | Janusz Pawłowski   | Nikolaj Soloduchin | Nikolaj Soloduchin |
| B | volný los            | Csaba Radnai       | Csaba Radnai       | Nikolaj Soloduchin | Nikolaj Soloduchin | Nikolaj Soloduchin |
| B | volný los            | Csaba Radnai       | Csaba Radnai       | Nikolaj Soloduchin | Nikolaj Soloduchin | Nikolaj Soloduchin |
| B | volný los            | Messoni            | Csaba Radnai       | Nikolaj Soloduchin | Nikolaj Soloduchin | Nikolaj Soloduchin |
| B | volný los            | Messoni            | Csaba Radnai       | Nikolaj Soloduchin | Nikolaj Soloduchin | Nikolaj Soloduchin |
| B | volný los            | Nikolaj Soloduchin | Nikolaj Soloduchin | Nikolaj Soloduchin | Nikolaj Soloduchin | Nikolaj Soloduchin |
| B | volný los            | Nikolaj Soloduchin | Nikolaj Soloduchin | Nikolaj Soloduchin | Nikolaj Soloduchin | Nikolaj Soloduchin |
| B | volný los            | Eduardo Cruz       | Nikolaj Soloduchin | Nikolaj Soloduchin | Nikolaj Soloduchin | Nikolaj Soloduchin |
| B | volný los            | Eduardo Cruz       | Nikolaj Soloduchin | Nikolaj Soloduchin | Nikolaj Soloduchin | Nikolaj Soloduchin |
| C | Abdul Latif Rozaihan | Wolfgang Biedron   | Yves Delvingt      | Yves Delvingt      | Yves Delvingt      | Yves Delvingt      |
| C | Wolfgang Biedron     | Wolfgang Biedron   | Yves Delvingt      | Yves Delvingt      | Yves Delvingt      | Yves Delvingt      |
| C | volný los            | Yves Delvingt      | Yves Delvingt      | Yves Delvingt      | Yves Delvingt      | Yves Delvingt      |
| C | volný los            | Yves Delvingt      | Yves Delvingt      | Yves Delvingt      | Yves Delvingt      | Yves Delvingt      |
| C | volný los            | Omar Abdala        | Omar Abdala        | Yves Delvingt      | Yves Delvingt      | Yves Delvingt      |
| C | volný los            | Omar Abdala        | Omar Abdala        | Yves Delvingt      | Yves Delvingt      | Yves Delvingt      |
| C | volný los            | Juan Chalas        | Omar Abdala        | Yves Delvingt      | Yves Delvingt      | Yves Delvingt      |
| C | volný los            | Juan Chalas        | Omar Abdala        | Yves Delvingt      | Yves Delvingt      | Yves Delvingt      |
| C | Rune Johansen        | Rune Johansen      | Carlos Ruiz        | Raymond Neenan     | Yves Delvingt      | Yves Delvingt      |
| C | Bassey               | Rune Johansen      | Carlos Ruiz        | Raymond Neenan     | Yves Delvingt      | Yves Delvingt      |
| C | volný los            | Carlos Ruiz        | Carlos Ruiz        | Raymond Neenan     | Yves Delvingt      | Yves Delvingt      |
| C | volný los            | Carlos Ruiz        | Carlos Ruiz        | Raymond Neenan     | Yves Delvingt      | Yves Delvingt      |
| C | volný los            | Tenenbaum          | Raymond Neenan     | Raymond Neenan     | Yves Delvingt      | Yves Delvingt      |
| C | volný los            | Tenenbaum          | Raymond Neenan     | Raymond Neenan     | Yves Delvingt      | Yves Delvingt      |
| C | volný los            | Raymond Neenan     | Raymond Neenan     | Raymond Neenan     | Yves Delvingt      | Yves Delvingt      |
| C | volný los            | Raymond Neenan     | Raymond Neenan     | Raymond Neenan     | Yves Delvingt      | Yves Delvingt      |
| D | James Rohleder       | James Rohleder     | Jaroslav Kříž      | Jaroslav Kříž      | Kjosuke Sahara     | Yves Delvingt      |
| D | Patrick Mahon        | James Rohleder     | Jaroslav Kříž      | Jaroslav Kříž      | Kjosuke Sahara     | Yves Delvingt      |
| D | volný los            | Jaroslav Kříž      | Jaroslav Kříž      | Jaroslav Kříž      | Kjosuke Sahara     | Yves Delvingt      |
| D | volný los            | Jaroslav Kříž      | Jaroslav Kříž      | Jaroslav Kříž      | Kjosuke Sahara     | Yves Delvingt      |
| D | volný los            | Petter Lind        | Luiz Onmura        | Jaroslav Kříž      | Kjosuke Sahara     | Yves Delvingt      |
| D | volný los            | Petter Lind        | Luiz Onmura        | Jaroslav Kříž      | Kjosuke Sahara     | Yves Delvingt      |
| D | volný los            | Luiz Onmura        | Luiz Onmura        | Jaroslav Kříž      | Kjosuke Sahara     | Yves Delvingt      |
| D | volný los            | Luiz Onmura        | Luiz Onmura        | Jaroslav Kříž      | Kjosuke Sahara     | Yves Delvingt      |
| D | volný los            | Hans Hoogendijk    | Sandro Rosati      | Kjosuke Sahara     | Kjosuke Sahara     | Yves Delvingt      |
| D | volný los            | Hans Hoogendijk    | Sandro Rosati      | Kjosuke Sahara     | Kjosuke Sahara     | Yves Delvingt      |
| D | volný los            | Sandro Rosati      | Sandro Rosati      | Kjosuke Sahara     | Kjosuke Sahara     | Yves Delvingt      |
| D | volný los            | Sandro Rosati      | Sandro Rosati      | Kjosuke Sahara     | Kjosuke Sahara     | Yves Delvingt      |
| D | volný los            | Kijosuke Sahara    | Kjosuke Sahara     | Kjosuke Sahara     | Kjosuke Sahara     | Yves Delvingt      |
| D | volný los            | Kijosuke Sahara    | Kjosuke Sahara     | Kjosuke Sahara     | Kjosuke Sahara     | Yves Delvingt      |
| D | volný los            | Al-Harb            | Kjosuke Sahara     | Kjosuke Sahara     | Kjosuke Sahara     | Yves Delvingt      |
| D | volný los            | Al-Harb            | Kjosuke Sahara     | Kjosuke Sahara     | Kjosuke Sahara     | Yves Delvingt      |